# Rock Island Railroad Bridge
Die Rock Island Railroad Bridge ist eine eingleisige Eisenbahnbrücke über den Columbia River, einige Kilometer flussaufwärts vom Rock Island Dam und in der Nähe von Rock Island, im Bundesstaat Washington der USA. Die Fachwerkbrücke aus genietetem Stahl wird von der BNSF Railway betrieben und für den Schienengüterverkehr auf der Northern Transcon zwischen Spokane und Seattle genutzt.
Die Brücke wurde 1892/93 für die Great Northern Railway an einer schmalen Stelle des Columbia River errichtet, wo sich der Fluss kurz in einen tiefen Hauptarm und einen flachen Seitenarm teilt. Der Hauptteil der Brücke besteht aus einem 127 Meter langem Fachwerkträger mit polygonalem Obergurt und unten liegendem Gleis, der den Hauptarm bei Niedrigwasser in einer Höhe von über 30 Metern überspannt, und einem 76 Meter langen Fachwerkträger mit oben liegendem Gleis über dem Seitenarm.
Mit dem Aufkommen stärkerer und schwererer Dampflokomotiven Anfang des 20. Jahrhunderts war die Traglast der Brücke nicht mehr ausreichend. Zur Verstärkung wurden 1925 in beide Brückenteile zusätzliche Fachwerke integriert. Beim kürzeren Träger konnte eine zusätzliche zentrale Struktur eingebaut werden, da hier das Gleis auf der Oberseite geführt wird. Das Brückenteil über den Hauptarm des Flusses wurde mit nahezu identischen Fachwerken von außen verstärkt, wobei die neuen Strukturen zur Aufnahme der Querträger leicht nach unten versetzt wurden. Dadurch erhielt dieser Brückenteil sein charakteristisches Erscheinungsbild, eine von einer zweiten nahezu umschlossenen Brücke.
Die Rock Island Railroad Bridge wurde 1975 ins National Register of Historic Places aufgenommen (NRHP#: 75001842).